# Волиньхолдинг

Старий бренд компанії — ТМ Торчин продукт

ПрАТ Волиньхолдинг — українське підприємство розташоване у смт Торчин Волинської області. Створене 1994 року, наприкінці 2003 року корпорація Nestlé S.A. придбала 100 % акцій підприємства. Основний бренд Волиньхолдингу — ТМ Торчин (до 2005 —ТМ Торчин Продукт).

## Історія підприємства
Приватне акціонерне товариство «Волиньхолдинг» засновано 1994 року. Наприкінці 2003 року Nestlé S.A. придбала 100 % акцій підприємства.
ПрАТ «Волиньхолдинг» є одним з найбільш динамічних підприємств харчової промисловості в Україні: за період своєї діяльності на ринку соусів та приправ компанія впевнено займає домінантну позицію. Продукція «Волиньхолдинг» добре відома на українському ринку та за кордоном, — це майонези, кетчупи, соуси, гірчиці і приправи, які виробляються за класичними фірмовими рецептурами та реалізуються під торговою маркою «Торчин».
Визначальна причина успіху бренда «Торчин» — якість продукції. Важливу роль успішності бренда відіграли також вдалі інновації, особливо м'яка упаковка «дой пак». Слід зазначити, що продукція підприємства сертифікована та відповідає світовим стандартам якості.
2010 року «Волиньхолдинг» досягнув своєї максимальної потужності у 100 тис. тон готової продукції на рік. Введено в експлуатацію першу чергу нового підприємства, що включає склад сировини для виробничих потужностей ПрАТ «Волиньхолдинг» та склад готової продукції, що на сьогодні є одним з найбільших в Європі логістичних центрів для зберігання готової продукції та сировини. Потужності складського приміщення складають 250 тис. тонн на рік. На складах, де встановлено найсучасніше складське обладнання, одночасно може розміщуватися до 25 тис. палет. Крім цього, логістичний центр забезпечуватиме проведення всіх імпортних та експортних операцій № 65116 в Україні.

## Основні показники
Директор ПрАТ «Волиньхолдинг» — Штефан Шаффельд, за освітою інженер-хімік, розпочав кар'єру в Nestlé у 1994 році (громадянин Нідерландів).
ПрАТ «Волиньхолдинг» забезпечує роботою 882 працівника із середньою заробітною платою 1 988 грн (менеджери — 4 186 грн; робітники — 1 983 грн).
Обсяг виробництва підприємства у 2010 році становив 79,7 млн кг на суму 592,7 млн грн. Сума сплачених податків, зборів та обов'язкових платежів у 2010 році склала 24,5 млн грн.
Інвестиції на розвиток та модернізацію підприємства 2010 року досягли 61 млн грн. 
Фінансовий стан підприємства стабільний, своєчасно проводяться розрахунки по обов'язкових платежах та виплати заробітної плати. Продукція компанії експортується до Росії, Молдови, Республіки Білорусь, Німеччини, Грузії, Литви.

## Історія ТМ Торчин
1994 рік. ПрАТ «Волиньхолдинг» зареєстроване в містечку Торчин, за 25 км від Луцька. Спочатку підприємство займалось виробництвом води. На етикетці зазначалось «Дональд Дак». Та через кілька місяців після початку існування марки надійшов лист із Австралії, у якому волинян просили підтвердити правомірність використання цієї торгової марки. Щоб не доводити ситуацію до конфлікту, вирішили змінити марку, назвавши продукт за місцем виробництва.
Так 1995 року з'явилась торгова марка «Торчин продукт», під якою випускались майонези та кетчупи в скляних баночках та гірчицю в пет-банці.
1997. Куплена лінія з виробництва упаковки doy-pack («дойпак»). Раніше таку упаковку в Україні зовсім ніхто не використовував. Навіть у Європі її застосовувавли тільки для фасування соків і сипучих продуктів, виробництва майонезу.
1997—1998 рік. Франчайзинг — випускали майонез «Довгань». Після цього почали робити ще більше — запропонували свої послуги з випуску майонезу світовому гіганту Helmans. Утім, переговори не були успішними.
1998 рік. Почали випускати в «дой-пак» кетчупи «Торчин продукт».
1 грудня 2003 рік. Абсолютним лідером ринку холодних соусів компанія «Волиньхолдинг» увійшла до групи компаній Nestlé.